# Minam
Minam es un área no incorporada ubicada en el condado de Wallowa en el estado estadounidense de Oregón. Minam se encuentra ubicada a a 32 km de La Grande.

## Geografía
Minam se encuentra ubicada en las coordenadas 45°37′16.9″N 117°43′23.15″O / 45.621361, -117.7230972.